# Labuan Kertasari
Labuan Kertasari is een bestuurslaag in het regentschap Sumbawa Barat van de provincie West-Nusa Tenggara, Indonesië. Labuan Kertasari telt 1585 inwoners (volkstelling 2010).